# Zlatko Horvat
Zlatko Horvat (n. 25 septembrie 1984, Zagreb, Republica Socialistă Croația, RSF Iugoslavia) este un jucător de handbal croat care joacă pe postul de extremă dreapta pentru RK Zagreb și Echipa națională de handbal a Croației.
Horvat este component al echipei naționale croate încă din 2005.
El este, de asemenea, căpitanul clubului croat Prvo Plinarsko Društvo Zagreb.

## Cariera
Zlatko Horvat s-a născut la Zagreb în septembrie 1984. Încă de mic și-a manifestat interesul pentru handbal. Din 2003, de când joacă pentru Zagreb, a câștigat campionatul și cupa în fiecare an. Horvat a ajuns în sferturile de finala ale Ligii Campionilor EHF la masculin în sezoanele 2002-2003, 2003-2004, 2008-2009, 2011-2012, 2014-2015 și 2015-2016. În sezonul 2011-2012 a fost al treilea cel mai bun marcator al competiției cu 94 de goluri.
În 2013 Zagreb a câștigat Liga SEHA.
El și-a reprezentat țara la Campionatele Europene din 2006 și 2008, precum și la Campionatul Mondial din 2009, câștigând două medalii de argint cu echipa. De asemenea, el a jucat pentru Croația și la Jocurile Olimpice de vară din 2008 de la Beijing și la cele din Londra, din 2012 unde Croația a câștigat bronzul. A participat și la Jocurile Olimpice de la Rio din 2016.

## Viața personală
Este căsătorit cu Maja Horvat, cu care are doi copii, Andrej și Paul.

## Titluri
Zagreb
- Dukat Premier League
  - Câștigător: 2002-2003, 2003-2004, 2004-2005, 2005-2006, 2006-2007, 2007-2008, 2008-2009, 2009-2010, 2010-2011, 2011-2012, 2012-2013, 2013-2014, 2014-2015, 2015-16, 2016-2017
- Cupa Croației
- Câștigător: 2003, 2004, 2005, 2006, 2007, 2008, 2009, 2010, 2011, 2012, 2013, 2014, 2015, 2016, 2017
- Liga SEHA:
  - Câștigător: 2012-13
  - Locul al treilea: 2011-12, 2013-14, 2014-15, 2015-16
- Cupa Cupelor EHF la masculin
  - Finalist: 2005

Individual
- Cele mai multe goluri marcate din 7 mîn Liga SEHA 2013-2014  — 35 de goluri